# スーパーチャイニーズワールド3
『スーパーチャイニーズワールド3 超次元大作戦』（スーパーチャイニーズワールドスリー ちょうじげんだいさくせん）は、1995年12月22日に日本のカルチャーブレーンから発売されたスーパーファミコン用アクションロールプレイングゲーム。
同社の『スーパーチャイニーズワールド』シリーズの第三作目である。主人公のジャックおよびリュウを操作し、ギンガラマオーによる全宇宙および全次元の支配を阻止することが目的。戦闘方式がアクションもしくはコマンド選択式の2種類から選択できることを特徴としている。
開発はカルチャーブレーンが行い、スタッフは前作に続きプロデューサーおよびディレクターは阿迦手観屋夢之助、音楽は沢彰記が担当している。

## ゲーム内容
システム上では『スーパーチャイニーズワールド2』（1993年）と同じだが、戦闘中にキャラクターの入れ替えなどが可能になった。また、この作品から戦闘方式をアクションとコマンド選択式の2つから選択できるようになり、ストーリーが変化するようになった。さらに『スーパーチャイニーズファイター』（1995年）で初登場したリンリンと本作登場のシュンがRPG初登場となり、ストーリーモードの使用キャラクターは4人となった。

## ストーリー
ギンガ軍団の大元帥ギンガラマオーは超次元大魔獣ディメトロンを復活させ全宇宙、全次元の支配を企んでいた。
そのようなことなどつゆ知らず、チャイニーズランドではジャックとリュウが修行に励んでいる。ある日ふたりは不思議に光る森を見つけ、そこから全宇宙、全次元を巻き込んだ冒険を始めることになる。

## 登場キャラクター

### 主要キャラクター
ジャック
スーパーチャイニーズシリーズの主人公の一人。赤い道着がトレードマーク。双子の兄弟であるリュウと共に正義のために戦っている。食べることが大好き。
修行を重ねると炎系の技を覚えることができる。
リュウ
スーパーチャイニーズシリーズの主人公の一人。青い道着がトレードマーク。お調子者のジャックをフォローするしっかり者。
ジャックとは違い雷系の技を覚えたり、体が小さくなるミクロンの術などが使えるようになる。
リンリン
光る森の調査中にジャックとリュウに出会い、仲間となる。美人だが、気が強くカンフーの達人。御札を使った技や蹴り技が得意。ポイ道士の孫。
シュン
ウケイの村のカンフー道場にやって来た謎の青年。青い髪に青い道着が特徴の美少年だが、その正体は……。
リア
ビューティフルワールドから助けを求めてやって来たお姫様。超次元大魔獣ディメトロンを復活させる力のあるオーラペンダントを所持している為、ギンガ軍団に狙われていた。
ジャック達に助けられてからは行動を共にしていたが、途中ガマダルマーの妖術により連れ拐われてしまう。リンリンと瓜二つの美少女だが、性格はおっとりとしたしっかり者である。

### 敵キャラクター
ガマダルマー
ギンガ軍団の一員。ダルマのような体と伸びる手で攻撃してくる。作中、何度も倒されるがしぶとく登場してくる。防衛隊基地ではカメラマンに扮し、リアをカメラに閉じ込め誘拐してしまう。
Mr.ダウト
ギンガ軍団の一員。珍の都ヨウカンの人々に悪夢を見せていた。全身紫のスーツに身を纏いレイピアを武器にしている。自意識過剰の色男だが、ダメージを受けるとマヌケな表情をみせる。寒いダジャレが得意。
テレビジョ
ギンガ軍団の一員。パーマのかかった青い髪と赤いイヤリングが特徴の美女。ワールド防衛隊の隊員達に催眠術をかけ、テレビのことしか考えられなくなるようにした。
ジャック達をテレビの中に引きずり込んで、テレビ番組に出演させる。番組中に苦しむジャック達の姿を楽しみにしていたが、あっさりクリアーされてしまい怒りをあらわにする。
テレピジョン
テレビジョが変身した姿。全身鳩の着ぐるみを着た格好をしている。防衛隊に秘密兵器を作らせないことが彼女の使命。
戦闘では、なんの攻撃もしてこず高みの見物を決め込んでいるが、襲ってくるギンガコマンドを投げ飛ばし、それをぶつけることでダメージを与えることができる。その際見せる表情は変身前からは想像できないほどマヌケである。

ディメトロン
全宇宙に絶望をもたらす超次元大魔獣。リアの持つオーラペンダントに封印されていたがギンガラマオーによって復活してしまう。ウルトラチャイニーズでしか倒せない。
ギンガラマオー
ギンガ軍団の大元帥。復活させたディメトロンを操って全宇宙、全次元を支配しようと企む。武術の腕もかなりのもの。
ジャックとリュウに一度は破れるが、その後ディメトロンと合体した姿で最後の戦いを挑んでくる。
ギンガラディメトロン
ギンガラマオーとディメトロンが合体した姿。最強のボス。

## スタッフ
- プロデューサー、ディレクター：阿迦手観屋夢之助
- シナリオ：かずゆきまる
- ゲームデザイン：阿迦手観屋夢之助、てぃー おう、とうめいにんげん、ひじかい ろう、ギンガラだいまおー、おうさま、ひでの
- キャラクター・デザイン：かくさん、まさゆき ぬまひで、じゃんごろー、ぬきそきち、まめつみくにきち、おざきかっぱ、んのーん!
- ゲームプログラム：こにしん かわきち、りゅう、ひぐち、キム、みなみ23、キャッティ.H、ゴゼン.ダイ
- 音楽：みやびえいじ（沢彰記）

## 評価
ゲーム誌『ファミ通』の「クロスレビュー」では合計17点（満40点）、『ファミリーコンピュータMagazine』の読者投票による「ゲーム通信簿」での評価は以下の通り、20.3点（満30点）となっている。
| 項目 | キャラクタ | 音楽 | お買得度 | 操作性 | 熱中度 | オリジナリティ | 総合 |
| 得点 | 3.6        | 3.3  | 3.4      | 3.3    | 3.4    | 3.3            | 20.3 |